# جون فوستر سينيور
جون فوستر سينيور (بالإنجليزية: John Foster) هو متسابق يخت أمريكي، ولد في 1938.

## وصلات خارجية
- جون فوستر سينيور على موقع الاتحاد الدولي للملاحة الشراعية (موقع جديد) (الإنجليزية)
- جون فوستر سينيور على موقع اللجنة الأولمبية الدولية (الإنجليزية)
- جون فوستر سينيور على موقع أوليمبيديا (الإنجليزية)